# Tomaszów Lubelski
Tomaszów Lubelski (udtale:[tɔˈmaʂuf luˈbɛlskʲi]) er en by og en kommune (Gmina) i det sydøstlige Polen i det tidligere Lillepolen. Den ligger i voivodskabet Lublin (Województwo lubelskie) og har 18.567(2021) indbyggere og et areal på		13,29 km². Den er administrationsby i powiatet (amt) Tomaszów Lubelski., og ligger i nærheden af Roztocze Nationalpark.

## Historie
Byen blev grundlagt i slutningen af det 16. århundrede af Jan Zamoyski som Jelitowo. Det er kendt under sit nuværende navn siden 1613, da det blev omdøbt efter Zamoyskis søn, Tomasz. Det fik sit bycharter i 1621. Det var administrativt placeret i Bełz Voivodeskab i provinsen Lillepolen i Kongeriget Polens krone. i Polen. Området omkring byen oplevede alvorlige kampe i 1914 under 1. verdenskrig.

Den 17.-26. september 1939, under den fælles tysk-sovjetiske invasion af Polen, som startede 2. verdenskrig, blev Slaget ved Tomaszów Lubelski udkæmpet mellem Polen og Tyskland. Byen blev bombet af tyskerne og befandt sig til sidst under tysk besættelse. Byens jødiske samfund, som talte over 5.600 i 1939 ved krigens begyndelse, blev forfulgt af besætterne i Holocaust. Nazityskerne placerede først jøderne i en ghetto etableret i byen, og udryddede dem derefter i 1942 i Bełżec udryddelseslejr beliggende et par km. syd for byen. Det jødiske samfund ophørte med at eksistere.